# Kulturní evoluce
Kulturní evoluce je evoluce adaptivních vlastností a vzorců chování, která je založena na předávání kulturních znaků sociálním učením (napodobováním či prostřednictvím symbolů) a jejich kompetici. Informace podmiňující určitý kulturní znak se obvykle označuje termínem mem. Na rozdíl od evoluce biologické, založené na převážně vertikálním přenosu genů a jejich náhodných mutacích, se v případě evoluce kulturní významně uplatňuje i horizontální přenos a nenáhodný (cílený) vznik memů. Vývoj však může nastávat, aniž by byla pochopena podstata.
Kulturní evoluce se uplatňuje u živočichů s dostatečně vyspělou nervovou soustavou a sociálním chováním, například u některých ryb, ptáků a savců – nejvýrazněji u člověka.

## Přenos kulturních znaků
Přenos kulturních znaků se uskutečňuje pomocí napodobování nebo prostřednictvím symbolů. Výchova však není nutná.

### Přenos napodobováním
Znaky se v rámci kulturní evoluce předávají učením. Nejčastější formou učení uplatňující se v kulturní evoluci je napodobování.

### Přenos pomocí symbolů
Kromě napodobování se v přenosu kulturních znaků uplatňuje i symbolická řeč a písmo.